# 卞栄魯
卞 栄魯（べん えいろ、ピョン・ヨンノ、1898年6月27日陰暦5月9日 - 1961年3月14日）は、日本統治時代の朝鮮と韓国の詩人、英文学者、元東亜日報記者。本貫は草渓卞氏。
号は樹州。詩人であり、随筆の第一人者であり、酒豪であった卞は、日帝の圧力を意志の力で耐え切った民族詩人であった。お洒落で、酒好きで、インテリである卞の象徴的な生き方は、その文学に顕れている。

## 略歴
1898年陰暦5月9日、漢城（現ソウル）に生まれる。6人兄妹の末男。父の卞鼎相は23歳で科挙に首席で及第し、三和監理兼府尹を勤めた人物であり、詩の才能にも恵まれていた。
高麗王朝末期の詩人の大家、卞季良の子孫でもある。卞栄魯の詩文の才は遠い祖先から受け継がれたものであったのだろう。
長兄の卞栄晩は漢学者であり、法律家。次兄の卞栄泰は英文学者であり、後の国務総理。6歳から学業に入り、14歳のとき、2歳年上の李順興と結婚する。
少年時代は腕白であったようで、体育の先生に不良学生扱いを受け、中央学校を退学、中央基督教青年会館の英語班に入った。そこで、普通は何年もかかる過程を6ヶ月で修了するほどの才能を見せた。英語班を終えて郷里に戻り、英文学に没頭、16歳のとき、雑誌『東明』に英文詩「コスモス」を発表を契機に、その実力が世間に知られるようになった。その才能が買われ、中央基督教青年会英語班、そして中央学校の英語教師を務めることになる。
1919年の三・一独立運動のときには、独立宣言書の英文を引き受けた。1924年に発表された「朝鮮の心」は日帝に対する鬱憤を内に秘めている。
1920年、文芸雑誌『廃墟』の同人になり、1922年から文芸雑誌『開闢』に随筆や英詩訳を掲載し始める。その功績が文壇で認められ、梨花女子専門学校の教授に就任する。
1937年に、基督教青年会の秘密組織であった「興業クラブ」の会員たちが検挙される事件があり、その系列にあった「青友会」の会員も検挙に遭い、会員であった卞栄魯も捕まり西大門警察署の留置場に1ヶ月拘置されている。その後も日帝の圧力が強まり、文学活動が自由にできず、そのうさを酒で晴らした。
解放後、成均館大学の英文学教授に就任したが、1955年の「不惑と不動心」という作品が、孔子・孟子を侮辱したものだという、いわゆる「先聖侮辱」事件により、同大学を辞任する。
1961年3月14日、鍾路区新橋51-2の自宅で喉頭ガンにより逝去した。墓地は京畿道富川市吾丁区古康里にある。

## 年譜

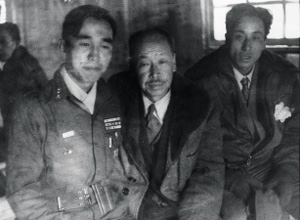
蔡命新と（1953年）

- 1898年陰暦5月9日、漢城孟峴（嘉会洞）に生まれる。
- 1904年、斉洞普通学校に入学。その後、桂洞普通学校に転学。
- 1909年、中央学校（後の中央高等普通学校）に入学。
- 1912年、平昌李氏順興と結婚。中央学校退学。
- 1913年、中央基督教青年会英語班を6ヶ月で修了。
- 1916年、中央基督教青年会英語班の教師を務める。
- 1918年、中央高等普通学校の教師を務める。
- 1919年、長男、鉄寿が生まれる。独立宣言書を英訳、海外に発送。
- 1920年、渡日。東京に滞在する。
- 1925年、長女、真寿が生まれる。
- 1927年、梨花女子専門学校の教授に就任。
- 1931年、次男、恭寿が生まれる
- 1931年、渡米。カリフォルニア州のサンノゼ州立大学に籍を置く。
- 1933年、サンノゼ州立大学を修了し、帰国。
- 1934年、妻、順興が逝去。
- 1935年、東亜日報社に入社。梁昌姫と再婚。
- 1937年、四男、文寿が生まれる。
- 1938年、五男、千寿が生まれる。
- 1946年、成均館大学校の教授に就任。
- 1949年、ソウル市文化賞・文学部門賞を受賞。
- 1950年、朝鮮戦争で釜山に避難。
- 1953年、ソウルへ戻る。
- 1953年、ソウル新聞社の理事、大韓公論社理事長、国際ペンクラブ韓国本部初代委員長。
- 1955年、「先聖侮辱」事件で成均館大学を辞任。
- 1961年3月14日、ソウル市鍾路区新橋51-2の自宅で逝去。